# Akutna mijeloična leukemija
Akutne mijeloične leukemije (AML) je skupina zloćudnih bolesti koštane srži koje karakterizira prekid u sazrijevanju krvotvornih stanica mijeloične (nelimfocitne) linije u ranom razvojnom obliku, te nakupljanje nezrelih oblika stanica. Drugu skupinu zloćudnih bolesti koštane srži čine akutne limfocitne (limfoblastične) leukemije.

## Etiologija
Uzrok bolesti je nepoznat, te se najčešće javlja bez poznatog faktora rizika. Uočena je veća učestalost AML kod osoba oboljelih od drugih hematoloških bolesti (npr. policitemija rubra vera, mijelodisplazija), obiteljskih sindroma (npr. Downov sindrom), izloženih virusima (npr. HTLV-1), zračenju i određenim kemijskim tvarima (npr. kemoterapija).

## Podjela

### Klasifikacija AML,Svjetska zdravstvena organizacija
- Akutna mijeloična leukemija s povratnim genetičkim poremećajima.[4][5][6]
  - AML s translokacijom između kromosoma 8 i 21 [t(8;21)] (ICD-O 9896/3);RUNX1/RUNX1T1
  - AML s inverzijom kromosoma 16 [inv(16)] (ICD-O 9871/3); CBFB/MYH11
  - APL s translokacijom između kromosoma 15 i 17 [t(15;17)] (ICD-O 9866/3); RARA;PML
  - AML s translokacijom kromosoma 9 i 11 [t(9;11)]; MLLT3-MLL
- Akutna mijeloična leukemija sa znakovima mijelodisplazije - sve AML koje se razviju iz sindroma mijeodisplazije ili mijeloproliferativnih bolesti
- Akutna mijeloična leukemija i mijeloproliferativni poremećaji nastali nakon terapije (kemoterapija ili radioterapija)
- Akutna mijeloična leukemija bez drugih osobitosti (nisu drugdje uvrštene)
- Akutne bifenotipske leukemije

### FAB klasifikacija AML
- AML-M7 Akutna megakariocitna leukemija (akraćeno AMKL)
- AML-M6 Akutna eritroleukemija (skraćeno AEL)
- AML-M5 Akutna monocitna leukemija (skraćeno AMoL)
- AML-M4 Akutna mijelomonocitna leukemija (skraćeno AMMoL)
- AML-M3 Akutna promijelocitna leukemija (skraćeno APL)
- AML-M2 Akutna mijeloična leukemija sa sazrijevanjem
- AML-M1 Akutna mijeloična leukemija bez sazrijevanja
- AML-M0 Akutna mijeloična leukemija minimalno diferencirana

## Klinička slika
Simptomi bolesti nastaju kao posljedica zakazivanja funkcije koštane srži i/ili infiltracije određenih organa zbog širenja bolesti. Mogu se javiti simptomi anemije koja nastaje zbog nedovoljnog stvaranja eritrocita, sklonost infekcijama zbog oslabljenog stvaranja limfocita ili povećane sklonosti krvarenju zbog nedostatka trombocita.

## Utvrđivanje bolesti
Za utvrđivanje bolesti koriste se pregled krvi (citološki pregled razmaza periferne krvi) koji ukazuje na prisutnost nezrelih stanica, te pregled koštane srži (aspiracijska citodijagnostička pukncija koštane srž - sternalna punkcija ili biospija kosti) kojim se utvrđuje povećana količina leukemijskih stanica. Zbog utvrđivanja podtipa bolesti potrebno je učiniti citokemijska, imunološke (imunofenotipizacija), citogenetske i molekularne pretrage (FISH, PCR).

## Terapija
Bolest se liječi kemoterapijama i presađivanjem koštane srži.

## Vanjske poveznice
- AML, Medscape, pristupljeno 27.05.2014. (engl.)

|  | Molimo pročitajte upozorenje o korištenju medicinskih informacija. Ne provodite liječenje bez savjetovanja s liječnikom! |